# 고쇼 천황
고쇼 천황(일본어: 孝昭天皇 고쇼텐노[*], 기원전 506년 ~ 기원전 393년 9월 5일)은 일본의 제5대 천황(재위 : 기원전 475년 2월 21일 ~ 기원전 393년 9월 5일)이다. 일본식 시호는 미마쓰히코카에시레노미코토 (《일본서기》 : 관송언향식도천황, 일본어: 観松彦香殖稲天皇, 《고사기》 : 어진진일자가혜지열명, 御真津日子訶恵志泥命)이다. 이토쿠 천황과 아마토요쓰히메노미코토의 사이에서 장남으로 태어났다. 《고사기》에서는 어머니가 비인 후토마와카히메노미코토(賦登麻和訶比売命)로 기록되어 있다. 《고사기》와 《일본서기》에 계보만 기재되어 있고 사적의 기술은 없다. 특히 제2대 스이제이 천황부터 제9대 가이카 천황까지 8대의 천황이 이에 해당하며 이를 결사팔대(欠史八代/缺史八代)라고 한다. 고쇼 천황이라는 시호는 762년 경에 오미노 미후네(淡海三船)가 찬진한 시호이다. 후세 사가가 고쇼 천황을 일본 천황의 목록에 포함하였다. 그 실존여부에 대해서는 부정적인 견해가 강하지만 황릉은 존재하고 있다.

## 가족 관계

### 선조
- 조부 : 일본 제3대 천황 안네이 천황(安寧天皇, 기원전 577년 ~ 기원전 510년)
- 조모 : 누나소코나카쓰히메노미코토(渟名底仲媛命)
  - 아버지 : 일본 제4대 천황 이토쿠 천황(懿德天皇, 기원전 553년 ~ 기원전 477년)
- 외조부 겸 백부 : 오키소미미노미코토(息石耳命)
- 외조모 겸 백모 : 미상
  - 어머니 : 아마토요쓰히메노미코토(天豊津媛命)
    - 동생 : 다케시히고쿠시토모세노미코토(武石彦奇友背命)

### 부인과 후손
- 황후 : 요소타라시히메노미코토(世襲足媛尊)
  - 장남 : 아마타라시히코쿠니오시히토노미코토(天足彦国押人命)
    - 손녀 : 오시히메(押媛) - 고안 천황의 황후

  - 차남 : 야마토타라시히코쿠니오시히코노미코토(日本足彦国押人尊, 기원전 427년 ~ 기원전 291년), 일본 제6대 천황 고안 천황(孝安天皇)

| 전 임 이토쿠 천황 | 제5대 일본 천황 기원전 475년 2월 21일? ~ 기원전 393년 9월 5일? | 후 임 고안 천황 |

## 같이 보기
- 일본 천황